# ادن (ویرجینیا)
ادن، ویرجینیا (به انگلیسی: Aden, Virginia) در ایالات متحده آمریکا است که در ویرجینیا واقع شده‌است.